# Proni, Dîkanka
Proni (în ucraineană Проні) este un sat în așezarea urbană Dîkanka din regiunea Poltava, Ucraina.

## Demografie
Componența lingvistică a localității Proni
     Ucraineană (100%)
Conform recensământului din 2001, toată populația localității Proni era vorbitoare de ucraineană (100%).